# Češki evrokovanci
Češki evrokovanci še niso oblikovani. Češka je postala članica Evropske unija 1. maja 2004 in je tudi članica Ekonomske in monetarne unije Evropske unije, vendar še ni izpolnila tretje stopnje EMU-ja, zato zaenkrat še vedno uporablja svojo dosedanjo valuto, češko krono.
Trenutno je podoba češkega evrokovanca pod drobnogledom. Češka je sprva načrtovala uvedbo evro v letu 2010, vendar so nedavne ocene označile to za neizvedljivo. Evro bo sprejet po »big bang« scenariju, kar pomeni, da bi zamenjava izvedena v enem dnevu.